# Città di Hurstville
La città di Hurstville è una local government area che si trova nel Nuovo Galles del Sud. Essa si estende su una superficie di 23 chilometri quadrati e ha una popolazione di 78.855 abitanti. La sede del consiglio si trova a Hurstville.